# Bloemfontein
Bloemfontein este un oraș din Africa de Sud; este capitala provinciei Free State.

## Alte date
Bloemfontein este numit si "orasul trandafirilor" datorita abundetei acestor flori si a festivalului trandafirilor, ce are loc in fiecare an, in a treia saptamana a lunii octombrie.
Bloemfontein este capitala juridica a Africii de Sud, deoarece aici se gaseste Curtea de Apel a Curtii Supreme de Justitie. Orasul este de asemenea un centru universitar, dar mai ales un oras administrativ: peste 40% din populatie lucreaza in institutiile statului.
In ciuda aspectului sau modern, Bloemfontein nu este lipsit de cladiri istorice, monumente si muzee. Numeroasele parcuri si gradini pline de flori ce inconjoara centrul orasului justifica pe deplin denumirea de oras al trandafirilor.

## Personalități născute aici
- J. R. R. Tolkien (1892 - 1973), scriitor.